# 迈阿密热火
邁阿密熱火（英語：Miami Heat，縮寫：MIA），是一支位於美國佛羅里達州邁阿密的職業籃球隊，分屬於NBA東區的東南組，主場為Kaseya中心。
球隊成立於1988年，在2006年、2012年和2013年獲得NBA總冠軍。2012-2013 NBA常規賽自2013年2月1日不敵溜馬後，近兩個月未嘗一敗，熱火連贏27場，成为歷史上最長連勝紀錄第2名。2014年的總冠軍賽，馬刺以4勝1敗击败邁阿密熱火，使熱火隊无缘3連霸。球隊曾有很多相当著名的NBA球星效力，包括格伦·莱斯、蒂姆·哈达威、加里·佩顿、阿朗佐·莫宁、贾森·威廉姆斯、肖恩·巴蒂尔、拉玛尔·奧多姆、丹尼·格蘭傑、德懷恩·韦德、克里斯·波許、雷霸龍·詹姆斯、安東尼·梅森、史蒂夫·史密斯、哈羅德·邁納、艾迪·瓊斯、P·J·布朗、卡隆·巴特勒、布魯斯·包溫、克里斯·安德森、拉沙德·路易斯、雷·艾倫、阿瑪雷·史陶德邁爾、喬·強森、傑曼·歐尼爾、俠客·歐尼爾、羅爾·丹恩、戈倫·卓吉奇和吉米·巴特勒等都曾為此隊效力。
迈阿密热火的世仇球隊有波士頓塞爾提克、芝加哥公牛、紐約尼克、印第安那溜馬、奧蘭多魔術等。

## 歷史

### 早期 (1988-2003年)

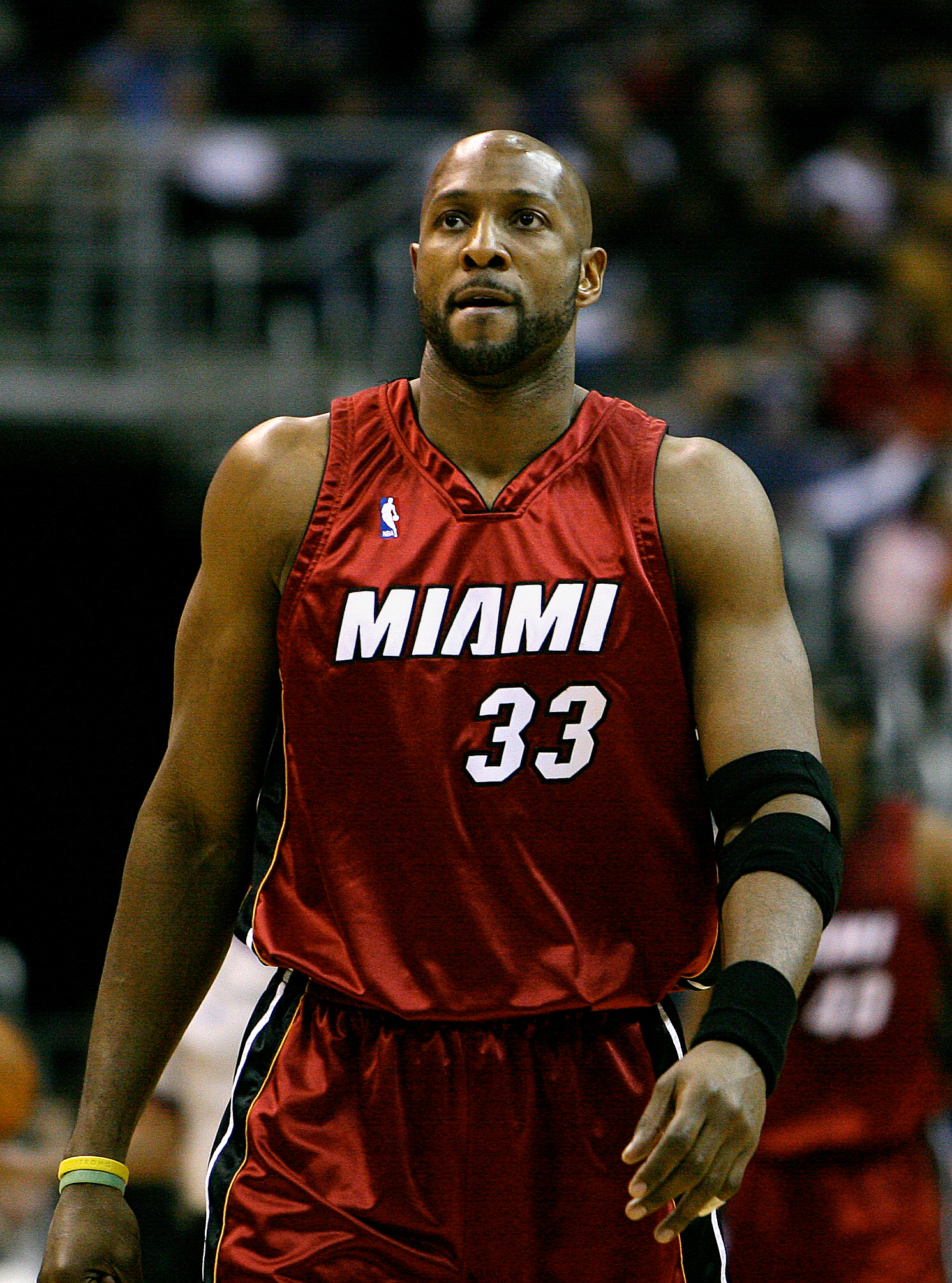
阿朗佐·莫寧

邁阿密熱火隊成立於1988年，早年成績平庸，在前8年只有進入NBA季後賽2次，並且都是一輪遊。1995年米契-艾利森 （页面存档备份，存于） 收購球隊，帕特·萊利被任命為球隊總裁和主教練。萊利先後在1995-96賽季及1996-97賽季之初交易得到阿朗佐·莫寧和蒂姆·哈達威，並以他們作為球隊核心，使熱火隊在20世紀90年代後期成為NBA季後賽常客。
1996-97賽季，經歷戲劇性轉折，例行賽獲得61勝21負，曾為隊史紀錄（目前是隊史次佳成績）。同年，贏得了“公路勇士”的綽號，客場是32勝9負的紀錄。季後賽先是淘汰了奧蘭多魔術，然後在與纽约尼克斯的比賽中，先以1比3落後，但連勝三場，最後反敗為勝，最後殺入東部決賽。在东部联盟決賽中，不敵米高·佐敦的芝加哥公牛。
1997-98賽季，與纽约尼克斯在季後賽首輪相遇。前三場以2比1領先，但在第4場，因莫寧與拉裡·約翰遜大打出手兩人被禁賽，纽约尼克斯連下兩場淘汰熱火。
1998-99賽季，例行賽33勝17負，高居东部联盟第一，而老對手纽约尼克斯東部第八，兩隊在季後賽首輪再次相遇。纽约尼克斯在第5場比賽中以78-77勝出，熱火隊再次遭到淘汰。
1999-00賽季，例行賽52勝30負，在季後賽與老冤家纽约尼克斯在东部联盟半決賽再次聚首，這一次熱火仍然復仇失敗，他們在第七場比賽中以82-83落敗。
2000-01賽季，因莫寧檢查有嚴重腎病，缺席前69場比賽。萊利從夏洛特黃蜂挖來埃迪·瓊斯，送走賈馬爾·馬什本和P·J·布朗，但季後賽面對夏洛特黃蜂時被以3比0橫掃。
2001-02賽季，未能走出困境，成績一路下滑。熱火隊例行賽只取得36勝46負，1995至2002年來第一次缺席季後賽。
2002-03賽季，莫寧在賽季開始前就宣布缺席整個賽季，熱火隊實力再次打折扣，萊利幾乎無可用之兵。埃迪·瓊斯和布萊恩·格蘭特仍然是主力，新來的特拉維斯·貝斯特也擔起先發。新秀卡隆·巴特勒成為熱火隊的主力小前鋒，表現不錯，獲得第一個月的“最佳新秀”稱號，但是熱火隊仍然陣容不整，連續兩個賽季無緣季後賽。

### “閃電俠”韋德時代（2003-2010年）

#### 2003-05年

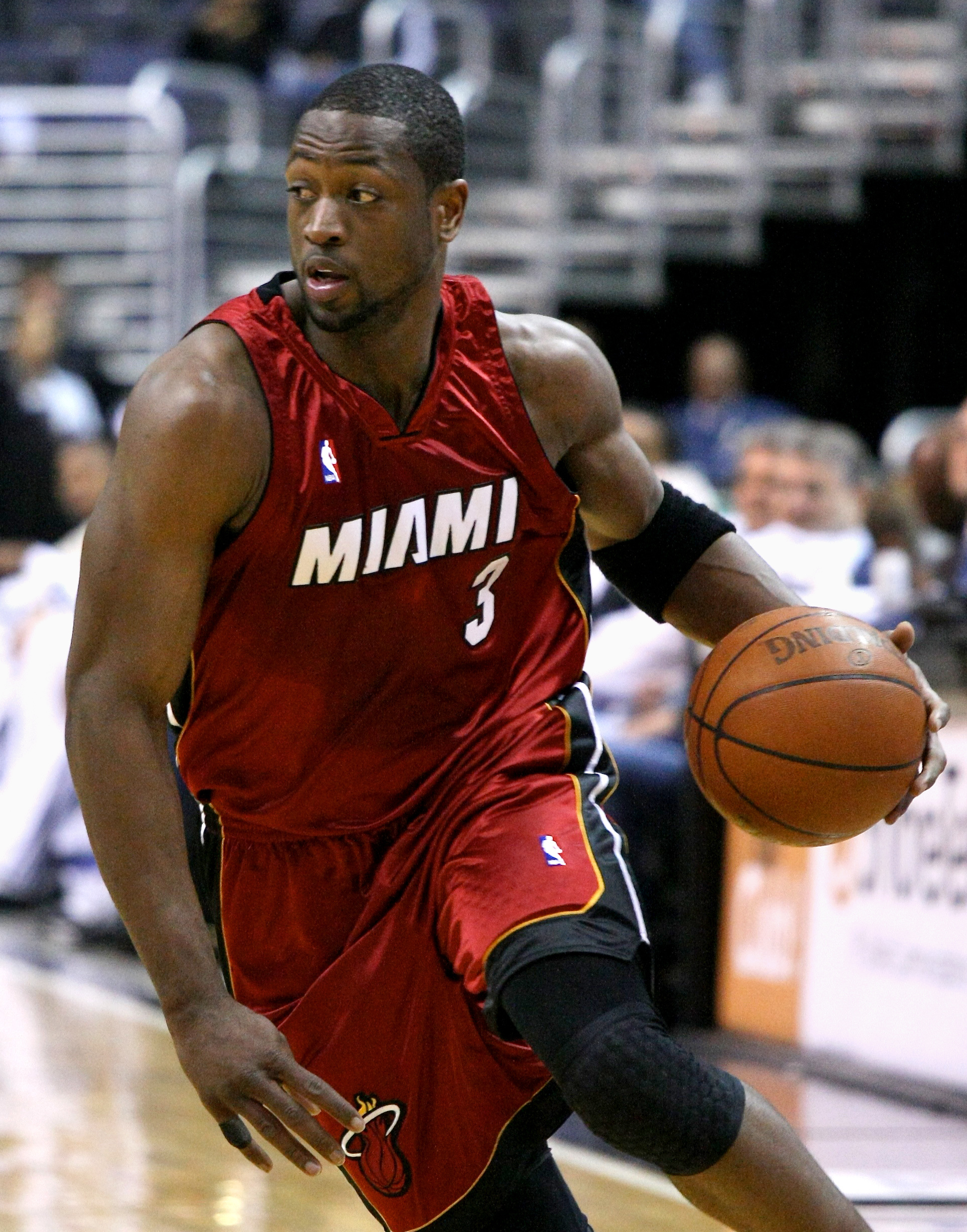
德韋恩·韋德

在2003年NBA選秀會上，以第五順位選中得分後衛德韋恩·韋德，季初又交易得到拉瑪爾·奧多姆。2003-04賽季開始前，萊利辭去主教練職務，把工作重點放在重建球隊，找來斯坦·范甘迪擔任主教練一職，並在帶領下，韋德與拉瑪爾·奧多姆幫助，以42勝40負取得2004年NBA季後賽資格。在首輪最後一場比賽中由韋德投中制勝球，最終以4比3淘汰新奧爾良黃蜂，但遺憾在第二輪輸給印第安納溜馬。
在休賽期間，萊利計劃將中鋒沙奎爾·奧尼爾從洛杉磯湖人轉隊至邁阿密熱火，而莫寧在同一賽季回到邁阿密熱火隊。例行賽取得59勝23負的成績，贏得在东部联盟第一種子。2005年NBA季後賽熱火隊通過第一輪和半決賽，再次殺到了东部联盟決賽，遇到了衛冕NBA總冠軍底特律活塞。儘管曾經以3比2領先底特律活塞，但因韋德受傷影響，最終在第七場飲恨。

#### 2005-06年（首次加冕NBA總冠軍）

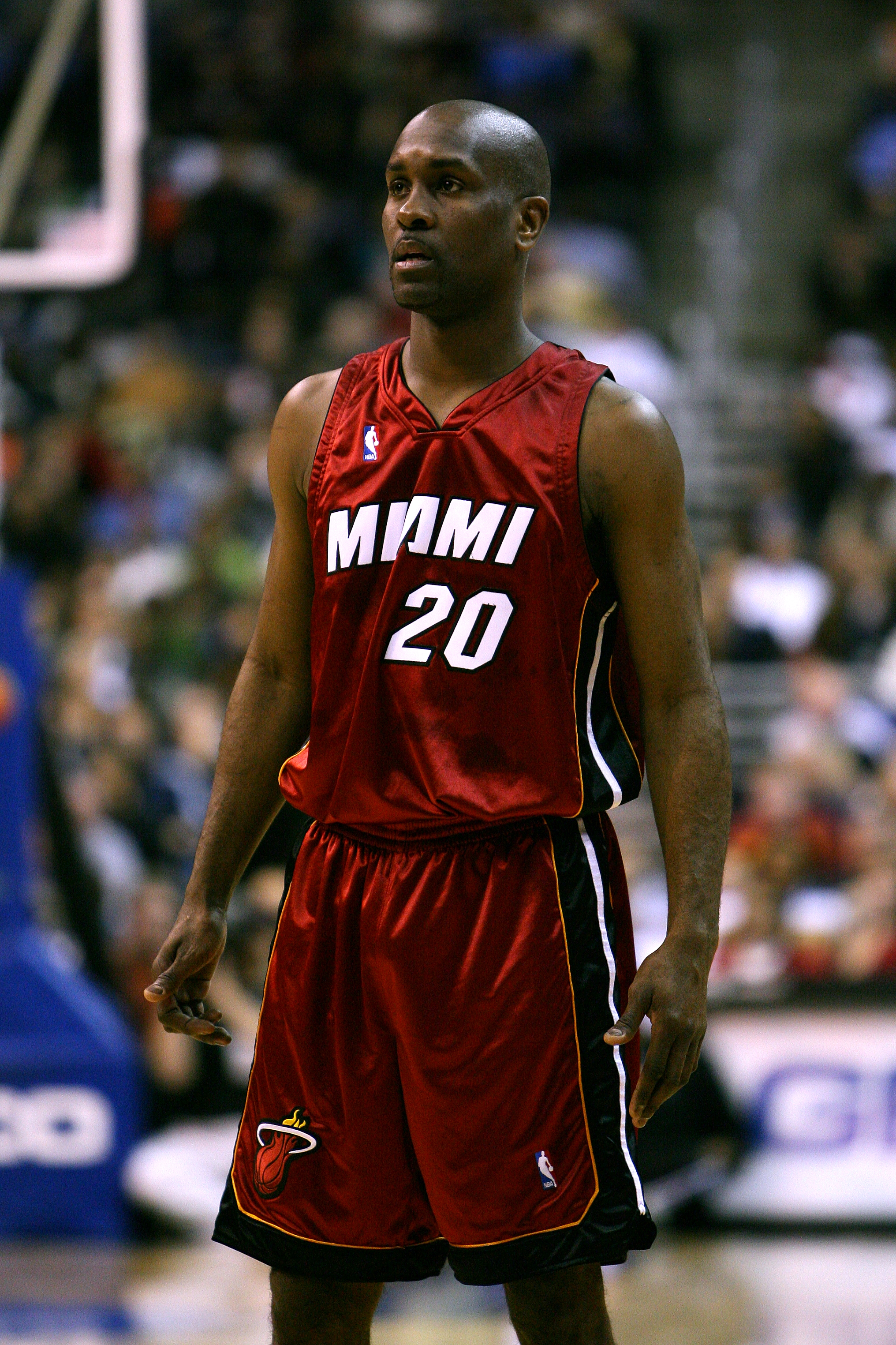
蓋瑞·裴頓

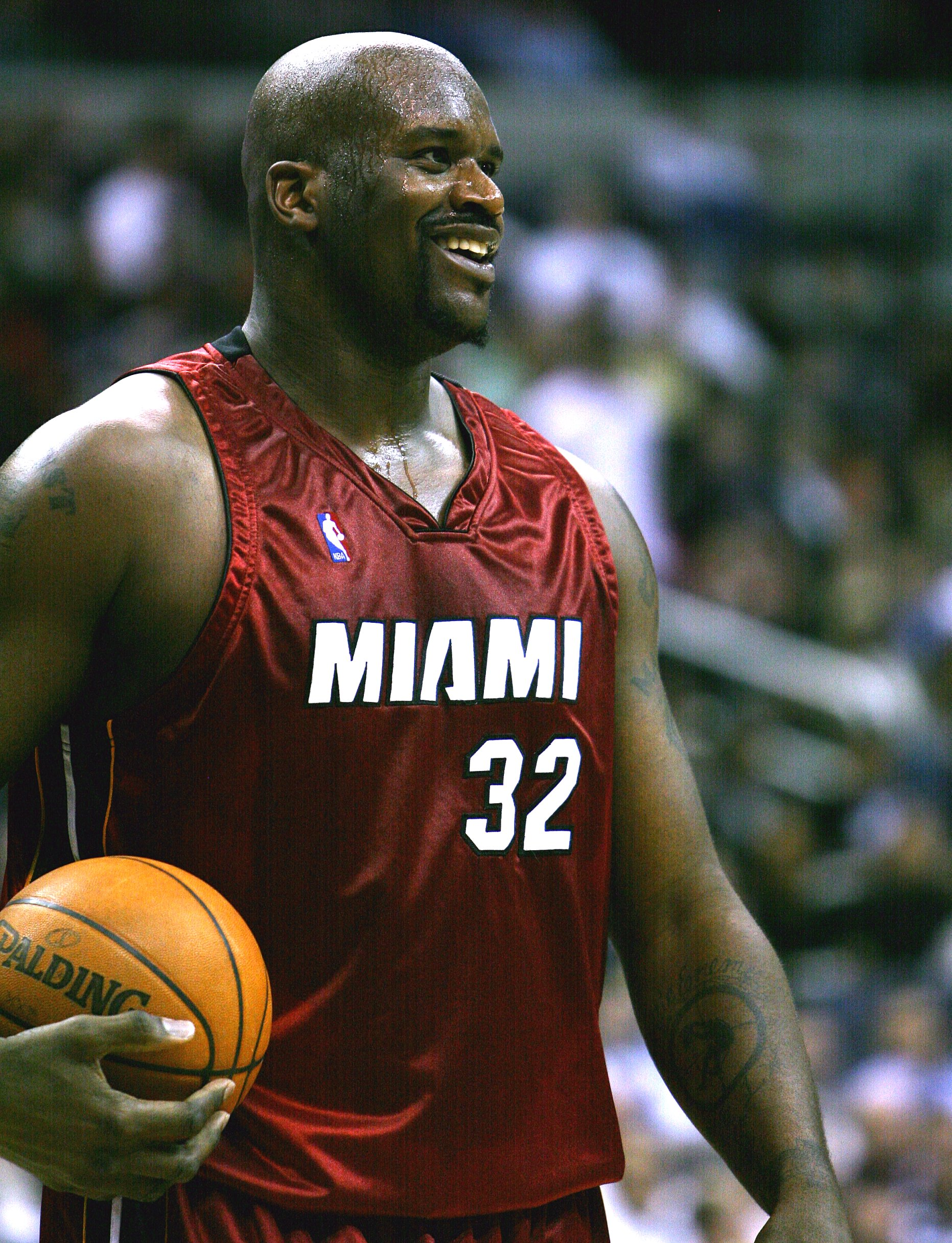
俠客·歐尼爾

2005-06賽季，熱火隊簽下了加里·佩頓、阿朗佐·莫寧、安東尼·沃克、賈森·威廉姆斯等前明星球員，實力大增，終於再次與底特律活塞相遇於东部联盟決賽。雖然歐尼爾的狀態有所下滑，但在一眾球員的幫助下，最終以4−2戰勝了底特律活塞，率領球隊於史上首次打入NBA總決賽。
邁阿密熱火和達拉斯獨行俠分別贏得东区和西区冠軍後，兩隊皆是首次進入NBA總決賽，爭奪首個NBA總冠軍。達拉斯獨行俠首先在主場連贏兩場，但在第三場開始，熱火隊的明星後衛“閃電俠”韋德大發神威，最後以98-96勝出。而且韋德在第三場至第六場四場比賽中，每場平均獲得最少36分。在他的帶領和隊友的配合下，熱火隊在主場連贏三場。在第六場，獨行俠在比賽初期領先，不過“閃電俠”韋德全場攻入36分，而且莫寧一人封阻了獨行俠五次的攻勢，令熱火隊反超前。雖然獨行俠努力嘗試投射三分球，但是仍然落後於熱火隊。最終熱火隊連4勝反勝獨行俠，取得隊史上首個NBA總冠軍，達拉斯獨行俠則成為NBA歷史上第三隊在總決賽領先2−0但是最後落敗的球隊。德韋恩·韋德順利獲得NBA總決賽最有價值球員，韋德、裴頓、莫寧、沃克以及威廉斯等球員取得職業生涯首冠，亦是沙奎爾·奧尼爾職業生涯的第四枚冠軍指環（唯一一次在洛杉磯湖人以外的球隊取得的冠軍指環）。

#### 2006-10年
2006-07賽季，韋德帶領晉級季後賽。但受到2月底的膝蓋傷勢影響，缺席整個3月比賽，雖於4月9日復出，卻也連帶影響表現，也在季後賽首輪就被芝加哥公牛以直落4淘汰。
2007-08賽季，韋德因傷缺席31場的比賽，故热火戰績是隊史上最差的15勝67負，無緣季後賽。
2008-09賽季，韋德成為NBA例行賽得分王。但季後賽首輪就被亞特蘭大老鷹以4比3淘汰。
2009-10賽季，韋德帶領热火晉級季後賽，但在首輪就被波士頓塞爾提克以4比1淘汰。

### “三巨頭”時期：東區成為熱火焦土，開啟詹姆斯東區統治之旅（2010-2014年）

#### 2010-11年
近兩屆NBA最有價值球員得主，25歲的詹姆斯在2010年7月8日晚在ESPN特別訪談節目中宣布將離開克里夫蘭騎士加盟熱火，隨即美國幾乎所有全國性電視台都在插播這則消息。由詹姆斯、德韋恩·韋德、克里斯·波什組成的新“三巨頭”，與前面的組團不同的是，這三個人是在生涯巔峰時期就成軍，在當時引起相當大的爭議。成軍第一年便以东部联盟第二種子的成績進入季後賽。
在2011年NBA季後賽中，熱火打遍東區無敵手，先後擊敗了費城76人、波士頓塞爾提克及东部联盟第一種子芝加哥公牛殺入NBA總決賽，在總決賽再次面對德克·諾威斯基率領的達拉斯小牛。熱火曾兩度取得領先，但後來卻吞下3連敗，最後以2比4拱手讓出總冠軍。

#### 2011-12年（第二次加冕NBA總冠軍）
這年熱火還是以東區第二之姿，再闖季後賽。第一輪以4-1輕取卡梅羅·安東尼的尼克隊，第二輪憑藉銅牆鐵壁的防守以4-2擊敗保羅·喬治領軍的溜馬，與綠軍GAP連線會師東決，在拿下首兩戰後，第四戰韋德錯失絕殺跳投，第五戰回到主場又被保羅·皮爾斯投進致勝球，陷入2-3淘汰邊緣，但是熱火在詹姆斯45分15籃板5助攻的領軍下，在客場以98-79贏得第六戰，將系列賽拖進搶七，最終在三巨頭73分26籃板的助威下，以101-88大勝綠軍，成功重返總決賽。在總決賽的第1戰中，奧克拉荷馬雷霆在落後邁阿密熱火隊13分的情況下反勝105-94，先下一城。然而在第2戰中，雷霆隊遲遲未能進入狀況，第一節曾被18-2領先，加上沙恩·比提亞全場攻入5個三分球取得17分，成為該仗奇兵。三巨頭又合砍72分，帶領熱火隊以100-96追成平手。第3戰回師熱火隊主場，在第三節仍落後10分下，詹姆士挺身而出，再次於逆境下反以91-85收下勝利，總場數2-1。該仗詹姆士取得20+10的成績，獨取29分14籃板球的傲人數據，韋德亦拿下24分，成為反勝的重要棋子。進入第4戰，雷霆主力之一拉塞尔·威斯布鲁克被湖人名宿魔術手莊遜指他是總決賽史上最差控衛的批評，堅持自己獨食作風，一度在第4節上演個人秀把球隊從落後17分下板平，全場獨取43分，莊遜亦在賽後道歉指自己的言論不當，可惜他在末段的一次魯莽犯規和致命失誤，以致球隊以98-104落敗，陷入出局邊緣。
第5戰熱火隊未受任何威脅，奇兵邁克·米勒出場23分鐘獲得23分，三分球8射7中。最後總場數4-1擊敗雷霆隊，另外詹姆士G5取得26分13助攻11籃板大三元的全面數據，在聯盟奮鬥9個賽季後總算取得首個冠軍指環，賽後獲封為FMVP。

#### 2012-13年（第三次加冕NBA總冠軍，繼湖人之後的二連霸）
總決賽的前三場，邁阿密熱火的勒布朗·詹姆斯狀態不佳，還有在聖安東尼奧馬刺的三分球強悍攻勢下，熱火系列賽落後1-2，而第三場熱火更是被馬刺的三分雨大敗36分。熱火隊在勒布朗·詹姆斯的反彈扳平系列賽，馬刺主場取下天王山之戰取得賽點（一般於該戰取勝的隊伍會有更大機會擊敗對手，但在2-3-2賽制下並未有明顯優勢）。
第6戰堪稱是總決賽最經典戰役之一，當時第四節時間只剩28.2秒，馬刺94-89領先，勒布朗·詹姆斯一記三分將比數追至94-92。當時只剩20.1秒仍處落後的熱火選擇對科懷·雷納德犯規，隨後其罰球2中1（95-92）。而在最後7.2秒勒布朗·詹姆斯的三分不進，克里斯·波許取下進攻籃板傳球給本季從塞爾提克加盟的雷·艾倫，在剩下5.2秒時雷·艾倫命中了改變歷史的三分球，將熱火從淘汰的邊緣硬是拖進延長賽（95-95）。而在延長賽雷·艾倫的兩顆關鍵罰球兩球全中，克里斯·波許在最後1.9秒封蓋了丹尼·格林的三分球（後者在本系列賽中破了總決賽三分球命中次數的記錄）。最終熱火以103-100險勝馬刺，將系列賽扳平3-3，硬是打到第七戰。
在割喉戰中，熱火在迈克·米勒、雷·阿伦及克里斯·波什全部一球未中的劣勢中，憑著勒布朗·詹姆斯和沙恩·比提亞的爆發，前者37分12籃板4助攻（下半場得了16分，破了總冠軍賽下半場得分紀錄），三分球10投5中，後者三分球8中6，搶下第七場，終場95-88擊敗此前從未在總決賽中失手的馬刺隊，成功衛冕。而勒布朗·詹姆斯除了憑著第1戰和第6戰取得大三元的成績，連續兩年獲得例行賽MVP和總決賽MVP的殊榮。

#### 2013-14年三連霸失利，“三巨頭”解體，熱火霸主退位
連續四年進入總決賽，是繼27年前波士頓凱爾特人在1984-1987年後的第一支球隊。並再次對上去年在總決賽的對手聖安東尼奧馬刺。最終由於“三巨頭”的組織系統不敵團隊籃球的基礎，以1比4失利，同時創下NBA總冠軍賽平均失分差最大的難堪紀錄。
此年正是NBA季後賽新式赛制的第一年实行，NBA總決賽主客场顺序改为2,2,1,1,1；但熱火的連霸之路明顯與賽程改變無關，因為他們在主場苦吞2敗。
2014年7月11日，勒布朗·詹姆斯正式宣布將回到他職業生涯的起點克里夫蘭騎士，“三巨頭”正式解體。

### 韋迪、保殊時期（2014—2016年）

#### 2014-2015年
热火後衛韋德本季打打停停，加上波許因肺部血栓症狀被迫缺席本季剩餘賽事，這個賽季的熱火完全降溫，進入重建。雖然萊利看準時機，用兩個選秀權從太陽換來戈倫·卓吉奇，依舊無力回天。
2015年4月15日，由於溜馬延長賽99：95險勝巫師，熱火確定本季以37勝45敗的成績排名東區第10名，無緣晉級季後賽。
2015年暑假，熱火和卓吉奇簽了一紙5年長約。因无缘季后赛，热火抽中第10順位签，并选進行了了对下个赛季球队防守贡献颇大的新秀温斯洛。

#### 2015-2016年
熱火正式簽下喬·約翰遜，加盟原因是並非要求總冠軍，而是更多上場時間，熱火以鐵血防守著稱的球隊今年比較貧攻的問題在喬·約翰遜加盟後或許會獲得改善。
2016年4月2日，熱火不敵拓荒者，但因公牛輸給活塞，確定和黃蜂一起搭上季後賽列車（近8年來第7次晉級）。不過，熱火最大利空是從賽前的東區第3種子一下跌到東區第6。
2016年4月13日，大幅領先的熱火被綠衫軍逆轉擊敗，但靠著巫師擊敗老鷹，熱火以48勝34敗成績取得東南組冠軍，名列東區第三種子。
2016年NBA季後賽，首輪對上第六種子夏洛特黃蜂，系列賽以4:3淘汰對手；次輪對上多倫多暴龍，系列賽打到「第7戰」，第4節被一波30:11的攻勢擊潰，終場89:116慘敗，以3:4遺憾出局。
2016年夏天，韋迪因為不滿球團開出的合約內容，離開效力13年的熱火，轉投公牛。

### 後韋迪時代（2016—2019年）

#### 2016-2017年
雖然放走韋德的決定被視為著眼未來的布局，然而也讓總裁被罵到臭頭。而開季過不久，熱火因傷兵過多，戰績始終拉不起來。
2016年12月23日，熱火主場迎戰湖人，比賽中場為歐尼爾穿過的32號球衣舉行退休儀式。
然而，在球季中段，熱火開始加溫，拉出一波兇猛的13連勝，這波連勝也讓熱火重回競爭行列，直到2017年2月12日客場不敵76人才結束。直到NBA常規賽最終戰，儘管獲得勝利，但與賽績相同的公牛比較對戰成績後，球隊仍得接受無緣季後賽的結果。

#### 2017-2018年：重返季後賽
2018年2月8日，是交易截止日的前一天，騎士決定將韋德送回家，與熱火換來了2020年有條件二輪籤，讓家鄉球迷十分感動。
2018年NBA季後賽，首輪對上第三種子費城76人，系列賽以1勝4敗遭到淘汰。

#### 2018-2019年：閃電俠的最後一舞
本賽季是韋德的最後一個賽季。2019年4月11日，熱火作客巴克萊中心出戰籃網。韋德也迎來了個人職業生涯的最後一場比賽，他全場出戰36分鐘，28投10中，貢獻了25分11籃板10助攻的大三元。

### 巴特勒時代（2019年—2025年）

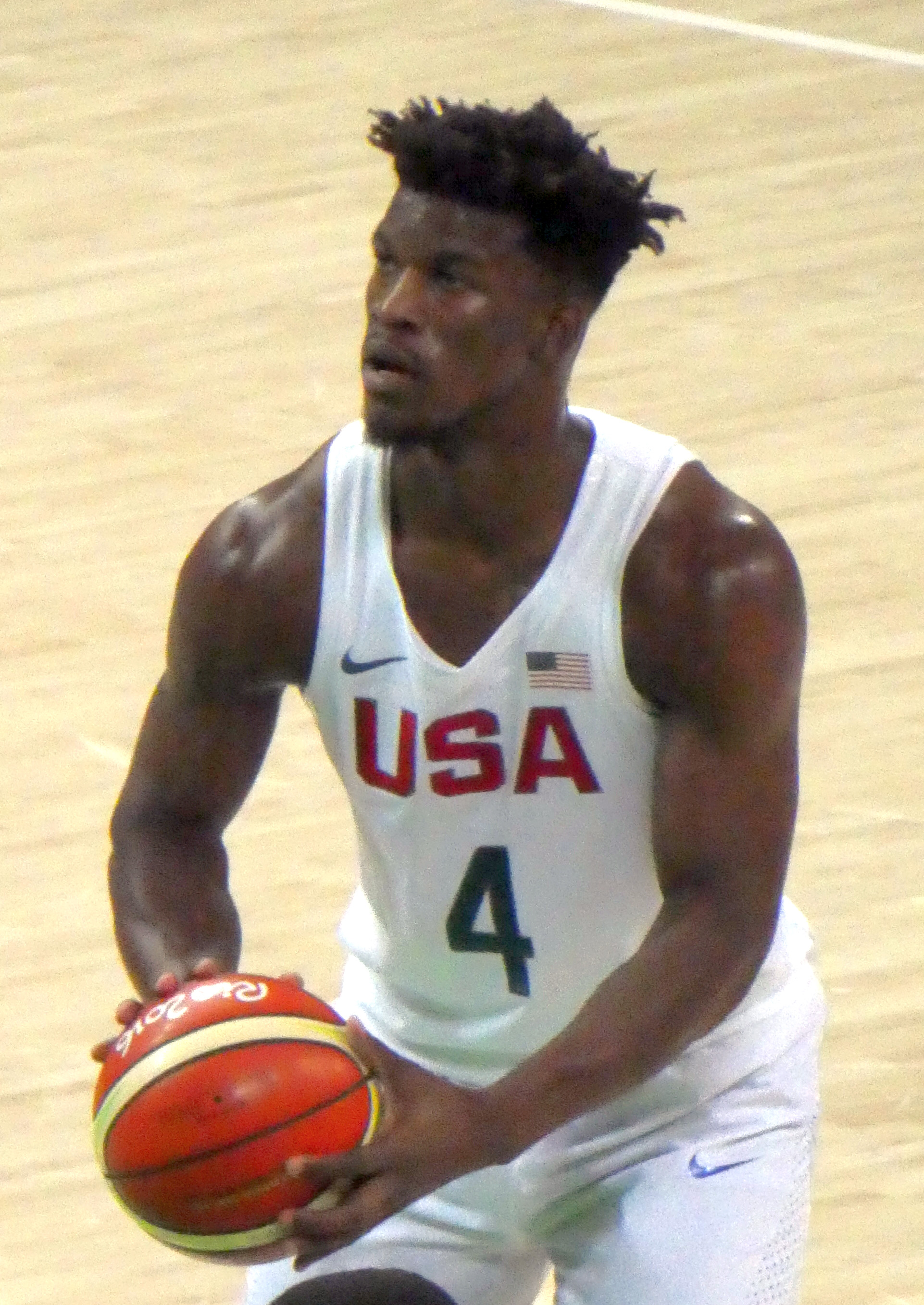
吉米·巴特勒

2019年7月1日，熱火送出主力中鋒哈桑·懷塞德與喬許·理查德森與2023年選秀權，和76人、拓荒者的三方交易，熱火如願以償得到吉米·巴特勒與梅耶斯·雷納德。
8月12日，溜馬108：104戰勝練兵的休士頓火箭，但熱火以114：115遭到雷霆逆轉，提前確定將以東區第5之姿迎戰東區第4的溜馬，這是雙方史上第5度在季後賽見面（在泡泡園區安排下，實際上兩隊以至其他球隊於各輪季後賽及總決賽同樣沒有主場優勢）。
2020年NBA季後賽，首輪對上第四種子印第安那溜馬，最終系列賽以4戰橫掃對手；次輪對上第一種子密爾瓦基公鹿，最終系列賽以4比1晉級，熱火繼2013-14年之後再度重返東區決賽，東區冠軍賽將與波士頓塞爾蒂克再次碰頭，最終系列賽以4比2晉級，並繼2014年三巨頭之後重返總冠軍賽，對手為西區龍頭洛杉磯湖人，但最終以2勝4敗，無緣隊史第4座總冠軍。
2020年-2021年球季：熱火在129：121擊敗賽爾提克之後正式確定搶下東區的季後賽席位。
2021年NBA季後賽，首輪對上東區第3種子密爾瓦基公鹿，但系列賽以直落4被橫掃，去年殺進總冠軍賽，本季卻成為首支遭到淘汰的隊伍。
2021年3月19日，赫洛獨得26分，以120：108擊敗奧克拉荷馬雷霆，不只確定連續三年晉級季後賽，暌違一季後再度拿下東南組冠軍，隊史第十五次分區冠軍。
2022年NBA季後賽，首輪對上亞特蘭大老鷹，系列賽以4比1晉級；次輪對上費城76人，系列賽以4比2晉級；東區決賽對上波士頓塞爾提克，系列賽以3勝4敗遭到淘汰。

#### 2022-2023年：老八傳奇，晉級總決賽
2022-2023年球季，在例行賽表現起起伏伏，陷入掙扎，最終在例行賽拿下44勝38敗戰績，排名例行賽第7（雖然隊伍又一次獲得東南組冠軍），必須要打「附加賽」，才能確保「季後賽資格」。NBA東區附加賽首戰，對戰同屬東南組的例行賽第8亞特蘭大老鷹，戰局發展讓人有些意外，老鷹憑藉高度優勢，不斷掌握前場籃板，以116-105獲勝，從熱火手上取得東區第7種子，晉級季後賽，使得熱火必須打第2場附加賽，面臨成為第一隊組別冠軍卻於季後賽前已被淘汰的尷尬處境（於2014-2015賽季之前可藉組別冠軍直入季後賽前四種子）；附加賽第二戰，接著面對芝加哥公牛，搶奪東區季後賽最後一席的機會，熱火靠著吉米·巴特勒以及馬克斯·斯特魯斯各奪31分的出色表現，以102比91勝出，終於搭上季後賽末班車，以東區第8種子晉級季後賽，避免成為首支組別龍頭未能闖進季後賽的球隊。
季後賽首輪對手將是以逸待勞的第一種子公鹿，最終大爆冷門淘汰公鹿，第四戰巴特勒狂砍56分，以119-114搶下聽牌優勢，第五戰巴特勒再砍42分包括精彩的絕平上籃硬是將比賽拖進延長，最終熱火在延長賽以128-126險勝公鹿，以4-1晉級次輪，成為首支以分區第七名身份參加季後賽的球隊完成「黑八奇蹟」（按：「八」乃指種子而非名次），同時熱火也成為七場四勝制第一支在G5搶下勝利的第八種子；次輪迎戰競爭對手紐約尼克，最終以4比2勝出，連續兩年闖進東區冠軍戰，也成為NBA季後賽自1984年開始實施現在的16隊賽制後，第2支闖進東區冠軍賽的第8種子球隊，這支實際上是例行賽東區戰績第7名的球隊，繼續上演「老八傳奇」；東區冠軍戰再次對決波士頓塞爾提克，並在系列賽以「3勝0敗」的絕對聽牌優勢開局，但隨後，被連追3場回來，變成3比3平手，拖入生死「第七戰」，但最終由吉米·巴特勒和凱萊布·馬丁分別攻下28分與26分，最終以103：84避免成為首支3:0領先被翻盤的球隊，系列賽以4比3淘汰對手，繼2020年後再次贏得東區冠軍（當時熱火不用跨州作客移動），東區決賽最有價值球員為以一票之差險勝的吉米·巴特勒，並且以東區「第八種子」殺進總冠軍賽，成為史上第二支闖進總冠軍賽的第八種子；將與西區冠軍丹佛金塊展開最終對決，爭奪2023年NBA總冠軍，系列賽以1比4不敵對手（當中他們在主場苦吞2敗，且錯過1比1平手的大好形勢），終結熱火老八之旅，無法再次創造歷史。

#### 2023-2024年：傷病爆發，無緣季後賽次輪
熱火例行賽最終成績為46勝36負，排名為東區第八，進入附加賽；在東區附加賽中，以104-105不敵費城76人，失去第七種子的席位，但與芝加哥公牛爭取第八種子，最終以112-91戰勝對手，晉級季後賽；季後賽首輪以1：4不敵東區第一波士頓塞爾提克，無緣再次老八傳奇，止步首輪。

#### 2024-2025年：核心交易，無緣季後賽次輪
2025年2月6日，邁亞密熱火將巴特勒交易至金州勇士得到安德魯·威金斯。
熱火例行賽最終成績為37勝45負，排名為東區第十，進入附加賽；在東區附加賽中，以109-90戰勝芝加哥公牛，熱火得以打第2場附加賽，與亞特蘭大老鷹爭取第八種子，最終加時以123-114戰勝對手，晉級季後賽；季後賽首輪以0：4不敵東區第一克里夫蘭騎士，無緣再次老八傳奇，止步首輪。

## 籃球名人堂
| 迈阿密热火名人堂 | 迈阿密热火名人堂 | 迈阿密热火名人堂 | 迈阿密热火名人堂    | 迈阿密热火名人堂 |
| 球員             | 球員             | 球員             | 球員                | 球員             |
| 背號             | 球員/教練        | 位置             | 任期内              | 入选             |
| ---------------- | ---------------- | ---------------- | ------------------- | ---------------- |
| 3                | 德维恩·韦德      | 後衛             | 2003–2016 2018–2019 | 2023             |
| 20               | 加里·佩顿        | 後衛             | 2005–07             | 2013             |
| 32               | 俠客·歐尼爾      | 中鋒             | 2004–2008           | 2016             |
| 33               | 阿朗佐·莫宁      | 中鋒/大前鋒      | 1995–2002 2005–08   | 2014             |
| 34               | 雷·艾倫          | 後衛             | 2012–2014           | 2018             |
| 教練             |                  |                  |                     |                  |
| 背號             | 球員/教練        | 位置             | 任期内              | 入选             |
| –                | 帕特·莱利        | 教練/總管        | 1995–2003 2005–08   | 2008             |

## 退役球衣號碼
| 迈阿密热火 退役球衣号码球员 |               |      |                                                   |
| 背號                        | 球员          | 位置 | 時間                                              |
| 1                           | 克里斯·波許   | 中鋒 | 2010-2016                                         |
| 3                           | 德维恩·韦德   | 後衛 | 2003-2016,2018-2019                               |
| 10                          | 蒂姆·哈达威   | 後衛 | 1996-2001                                         |
| 23                          | 麥可·喬丹     | 後衛 | 未效力過該隊，退役該號碼只為向喬丹對NBA的貢獻致敬 |
| 32                          | 沙奎爾·奧尼爾 | 中鋒 | 2004-2008                                         |
| 33                          | 阿朗佐·莫宁   | 中鋒 | 1995–2002, 2005–2008                              |

## 主场球馆
迈亚密热火队在 1988 年至 1999 年一直使用名为 “迈亚密场馆” 作为主场，在 2000 年 1 月 2 日正式搬到当时名为美国航空球馆的目前主场。在 2021 年，由 Sam Bankman-Fried 创办的加密货币交易所 FTX，取代美国航空成为迈亚密热火队赞助商，并买下场馆命名权，将场馆更名为 FTX 球馆 (FTX Arena)。
2022年11月11日，FTX申請破產，球場曾短暫稱作邁亞密-戴德縣球館（Miami-Dade Arena）。
2023年4月4日，Kaseya公司取得球場的冠名權, 將它更名為Kaseya中心 (Kaseya Center)。

## 外部連結
- 官方網站 （页面存档备份，存于）（英文）